# Felsen-Dickblatt
Das Felsen-Dickblatt (Crassula rupestris) ist eine Pflanzenart aus der Gattung Dickblatt (Crassula) innerhalb der Familie der Dickblattgewächse (Crassulaceae).

## Beschreibung

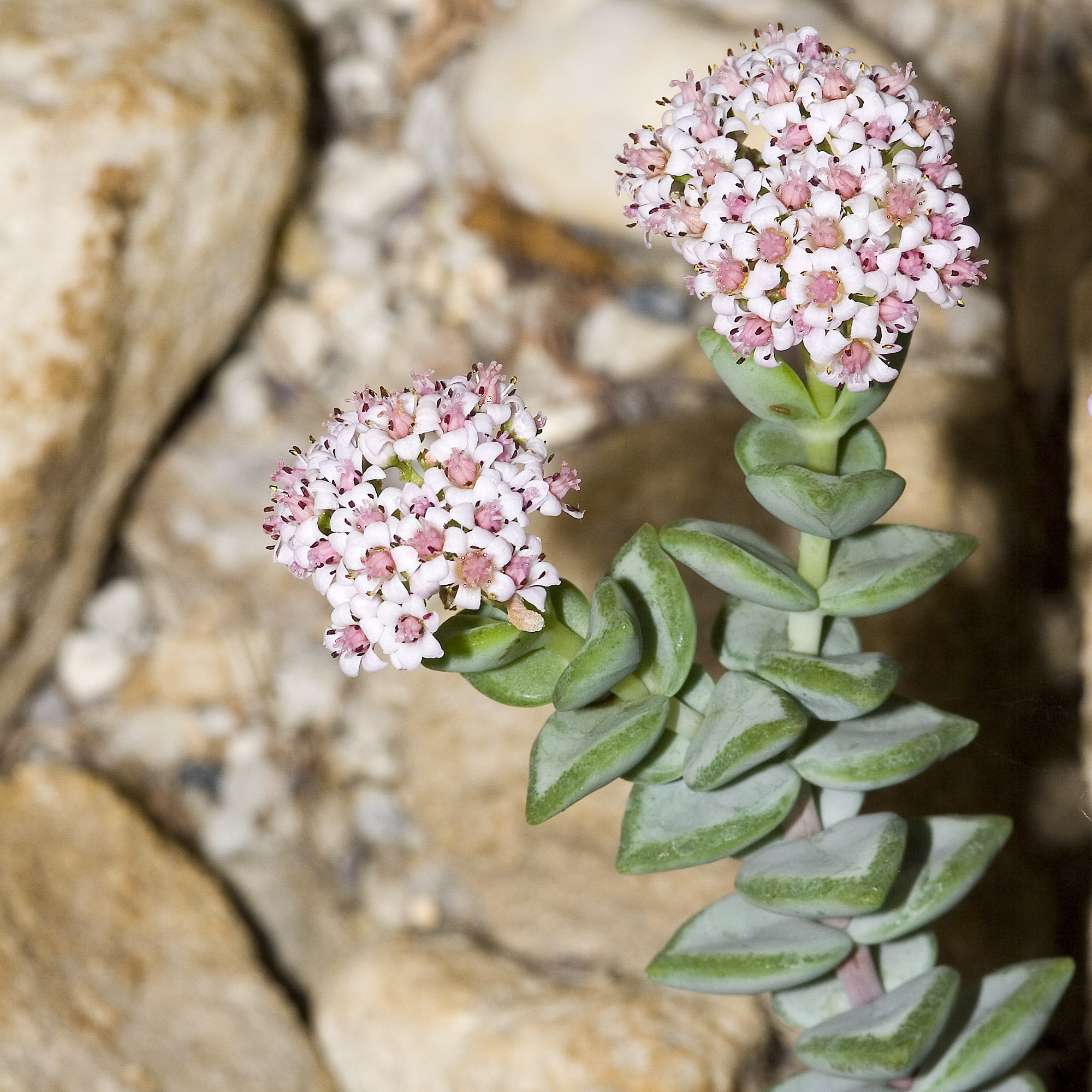
Blütenstände

### Vegetative Merkmale
Crassula rupestris wächst als gerundeter, stark verzweigter sukkulenter Strauch und erreicht Wuchshöhen von bis zu 600 Millimeter. Die Wurzeln sind faserig. Die anfangs grünen, 2 Millimeter dicken Triebe werden im Alter graubraun, messen 5 Millimeter im Durchmesser und weisen dann eine sich abschälende Rinde auf. Die abgeflachten Laubblätter sind 13 bis 18 Millimeter lang und 10 bis 15 Millimeter breit. Ihre Oberseite ist flach bis konvex, jedoch zu Basis hin konkav. Die Blattunterseite ist konvex geformt. Die breit eiförmige, kahle, graugrüne Blattspreite ist puderig bereift. An ihrer Basis ist sie zusammengezogen und mit dem gegenüberliegenden Blatt verwachsen. Die Blätter sind ganzrandig und am Rand rötlich gefärbt. Die Blattspitze ist zugespitzt oder stumpf.

### Generative Merkmale
Der Blütenstand ist eine gerundeter Thyrsus mit zahlreichen Dichasien. Der Blütenstandsstiel ist bis zu 2 Zentimeter lang. An ihm befinden sich ausgebreitete Brakteen von bis zu 3 Millimeter Länge.
Die zwittrige Blüte ist radiärsymmetrisch und fünfzählig mit doppelter Blütenhülle. Die länglich dreieckigen Kelchblätter sind bis zu 1 Millimeter lang. Die fünf Kronblätter sind an ihrer Basis zu einer bis zu 4 Millimeter langen Röhre verwachsen. Die Blütenkrone ist rosafarben. Die Staubblätter sind braun.

## Systematik und Verbreitung
Die Erstveröffentlichung von Crassula rupestris erfolgte 1778 durch Carl Peter Thunberg. Das Artepitheton leitet sich vom lateinischen Wort rupestris für ‚Felsen‘ ab.
Die Unterarten von Crassula rupestris sind in Namibia und Südafrika verbreitet.
Je nach Autor gibt es etwa drei Unterarten:
- Crassula rupestris subsp. commutata (Friedrich) Toelken: Diese seltene Unterart kommt nur vom südlichen Namibia bis zu den Westhängen der Berge in der Nähe von Orange River Mouth in der südafrikanischen Provinz Nordkap vor.[4]
- Crassula rupestris subsp. marnieriana (H.Huber & H.Jacobsen) Toelken: Diese seltene Unterart ist von weniger als zehn Fundorten in Anysberg, Rooiberg und den Klein Swartberg Mountains in der südafrikanischen Provinz Westkap bekannt.[5]
- Crassula rupestris Thunb. subsp. rupestris: Diese häufige Unterart kommt in den südafrikanischen Provinzen vom Namaqualand West- bis zum Ostkap vor.[6]

## Nachweise